# Lx86
PowerVM Lx86(Lx86)は、IBM System pおよびPower Systemsのバイナリ変換レイヤーである。32ビットの x86 Linux 用のバイナリファイル（実行ファイル）を、修正なしでPower Architectureベースのハードウェアで実行できる。
IBMはこの機能を、x86 LinuxサーバーからPowerVM仮想化環境への移行用と位置づけ、BladeCenterを含む全てのPOWER5以降のハードウェアでサポートしている。

## 概要
通常のエミュレータは命令の変換だけを行っているが、Lx86はシステム全体の変換を行っており、高速で柔軟である。Lx86ソフトウェアはx86のコードを実行し、実行時に PowerPCのコードに変換するが、これらの命令はキャッシュされるため変換処理は1回しか行われず、通常のエミュレーションで発生する性能低下は大幅に削減される。Lx86は、カーネルモジュールのようなハードウェアを直接アクセスするアプリケーションはサポートしない。Lx86の初期のバージョンではSSE 命令を使用したコードは実行できなかったが、バージョン 1.3.2 でSSEおよびSSE2命令セットがサポートされた。
Lx86は最初は System p AVE (System p Application Virtual Environment) として開発され、 PAVE (Portable Advanced Virtualization Emulator) との不正確な名称で報道されたが、PowerVM Lx86 に名称変更された。Lx86 は、AppleがインテルベースのMacintoshのOS X上でPowerPCバイナリを無修正で実行させるために使用した、Transitive  Corp.の QuickTransit dynamic translator をベースとしている。